# Виллере, Жак
Жак Филли́п Виллере́ (фр. Jacques Phillippe Villeré; 28 апреля 1761, Луизиана — 7 марта 1830, там же) — американский политик, второй губернатор Луизианы. Первый губернатор — уроженец Луизианы.

## Биография

### Ранние годы
Жак Виллере родился недалеко от современного города Кеннер, штат Луизиана. Его отец, Жозе Руа де Виллере, был секретарём военно-морских сил Луизианы под правлением французского короля Людовика XV и стал одной из жертв испанского губернатора Алехандро О’Рейли, который был послан королём Испании подавить восстание в штате. Дед Виллере по отцовской линии, Этьен Руа де Виллере, сопровождал Пьера Лемуана на пути в колонию. Его матерью была Луиза Маргарита де Ла-Шез, внучка шевалье д’Аренсбурга.

### Военная служба
Виллере поступил на службу во французскую армию, а позже получил образование во Франции за счёт королевства в связи со смертью отца на руках О’Рейли. В 1776 году он был назначен первым лейтенантом артиллерии французской армии в Санто-Доминго. Приехав в увольнение в Луизиану, Виллере был задержан испанскими властями.

### Политическая карьера и дальнейшая жизнь
В 1784 году Виллере женился на Жанне-Анриетте де Фазенде, дочери Габриэля де Фазенде, владельца плантации в 11 км вниз по реке от Нового Орлеана. В 1803 году он получил место в городском совете (Cabildo) Нового Орлеана во время краткого французского господства. В следующем году Виллере был назначен генерал-майором местной милиции и судьёй.
Виллере был членом конвента, который разработал первую конституцию Луизианы. Он баллотировался на пост губернатора в 1812 году, но потерпел поражение на выборах от Уильяма Клейборна.
В 1815 году Виллере принял участие в битве за Новый Орлеан, командуя отрядом милиции Луизианы. Его люди стойко оборонялись в районе озера Борнь и байу Дюпре, однако британская армия всё равно подошла к Новому Орлеану. Плантация Виллере, расположенная ниже по течению от города, была захвачена англичанами. Его дом был разрушен, он потерял 52 раба, которых англичане взяли на борт своих кораблей, однако позже освободили.
В 1815 году Виллере был избран губернатором Луизианы, еле победив Джошуа Льюиса. В 1820 году, после окончания полномочий, Виллере удалился на свою плантацию в приходе Сен-Бернар. В 1824 году он опять баллотировался на пост губернатора, однако проиграл выборы Генри Джонсону.
Жак Виллере умер 7 марта 1830 на своей плантации после продолжительной болезни. Его жена умерла в 1826 году, у них родилось восемь детей.